# Lost tribes
Lost tribes is het derde muziekalbum van The Zawinul Syndicate van Joe Zawinul. Zawinul trad ook op als muziekproducent van dit album, dat opgenomen werd in Zawinuls The Music Room in Malibu. Uitvoerend producent George Butler legde de titel zo uit, dat veel uitheemse mensen met hun eigenheden in de loop der jaren opgingen in (culturele) smeltkroezen van de wereld, terwijl er in “zijn land” de Verenigde Staten toch ook de Rellen in Los Angeles 1992 plaatsvonden. AllMusic vond bij dit album een grotere gelijkenis met de muziek van de band Weather Report, waarbij Zawinul de muziek van zijn compagnon Wayne Shorter zelf invulde via zijn Pepe Synthesizer. Het gaf de muziek, die richting wereldmuziek was opgeschoven, een diepere emotionele waarde aldus AllMusic.
De Nederlandse release van het album vond plaats in een tijdperiode dat The Zawinul Syndicate optrad tijdens het Drum Rhythm Festival. Wanneer hij Amsterdam wederom aandoet in november van dat jaar, zijn alle musici van dit album alweer vertrokken.

## Musici
- Joe Zawinul – synthesizers, piano, vocoder, percussie, accordeon, akoestische gitaar
- Randy Bernsen – gitaar
- Gerald Veasly – basgitaar
- Bobby Thomas jr. – percussie, didgeridoo
- Mike Baker – drumstel

Met
- Ron Kunene, Abner Mariri, Ambition Sandemela, Lebo M- zang opening track 2
- Lebo M. Carol Perry, Darlene Perre, Lory Perry, Sharon Perry – zang track 2
- Bill Summers – percussie track 5
- Bobby Thomas jr., Mike Baker, Carol Perry, Darlene Perre, Lory Perry, Sharon Perry – zang track 9

## Muziek
| Nr. | Titel                            | Duur |
| --- | -------------------------------- | ---- |
| 1.  | Patriots (Zawinul)               | 4:52 |
| 2.  | South Africa (Zawinul)           | 6:41 |
| 3.  | Lost tribes (Zawinul)            | 3:47 |
| 4.  | Rua Paula Freitas (Zawinul)      | 5:01 |
| 5.  | Victims of the groove (Zawinul)  | 5:12 |
| 6.  | Night clock (Zawinul)            | 5:59 |
| 7.  | Afternoon (Zawinul)              | 6:16 |
| 8.  | San Sebastian (Zawinul, Veasly)  | 3:09 |
| 9.  | In a while, in a while (Zawinul) | 5:25 |
| 10. | Changes (Zawinul)                | 4:39 |